# Basilianus ferreri
Basilianus ferreri es una especie de coleóptero de la familia Passalidae.

## Distribución geográfica
Habita en Malasia.